# Šubičeva ulica
Šubičeva ulica (deutsch: Šubicgasse) ist der Name einer Straße in der Altstadt von Ljubljana, der Hauptstadt Sloweniens, im Stadtbezirk Center. Sie ist benannt nach den Brüdern Janez Šubic (1850 bis 1889) und Jurij Šubic (1855 bis 1890), slowenischen Malern.

## Geschichte
Die Straße wurde 1893 unter dem heutigen Namen neu angelegt und seither nicht umbenannt.

## Lage
Die Straße beginnt an der Slovenska cesta, Ecke Kasinogebäude am Kongressplatz. Sie verläuft parallel zur Tomšičeva ulica nach Westen bis zur Bleiweisowa cesta.

## Abzweigende Straßen
Die Šubičeva ulica berührt folgende Straßen und Orte (von Ost nach West): Ulica Josipine Turnograjske (Ljubljana), Beethovnova ulica (Beethovengasse), Trg narodni herojev, Platz der Republik, Valvasorjeva ulica, Muzejska ulica, Prešernova cesta, Veselova ulica.

## Bauwerke und Einrichtungen
Die wichtigsten Bauwerke und Einrichtungen entlang der Straße sind:
- Gebäude der slowenischen Nationalversammlung (Parlamentsgebäude)
- Platz der Republik
- Platz der Nationalhelden
- Slowenisches Nationalmuseum
- Deutsche Botschaft Ljubljana
- Slowenisches Außenministerium